# Katharina Sommermeyer
Katharina Sommermeyer (* um 1678; † 1. April 1698 in Braunschweig) gilt als die letzte Frau, die in den Hexenverfolgungen der Stadt Braunschweig als „Hexe“ angeklagt, zum Tode verurteilt und hingerichtet wurde.

## Die „letzte Hexe“ Braunschweigs
Kämmerei-Rechnungen der Stadt belegen, dass die aus Beierstedt, einem kleinen Dorf etwa 40 km südöstlich von Braunschweig, stammende 20-jährige Katharina Sommermeyer der Teufelsbuhlschaft beschuldigt und zum Tode verurteilt wurde. Sie starb am 1. April 1698 auf dem Scheiterhaufen.
Entgegen landläufiger Auffassung, dass die 1663 in Braunschweig als „Hexe“ hingerichtete Tempel Anneke die letzte hingerichtete „Hexe“ der Stadt gewesen sein soll, steht heute fest, dass es nach der Hinrichtung Tempel Annekes im Jahre 1663 mindestens noch drei weitere Hexenprozesse gab: 1667 gegen Elisabeth Lorentz und 1671 gegen Lücke Behrens sowie 1698 gegen Katharina Sommermeyer. Die Prozessakten zu Lorentz und Behrens befinden sich im Archiv der Stadt Braunschweig. Der Fall Sommermeyer ist durch Kämmerei-Rechnungen belegt.